# وودی شاو

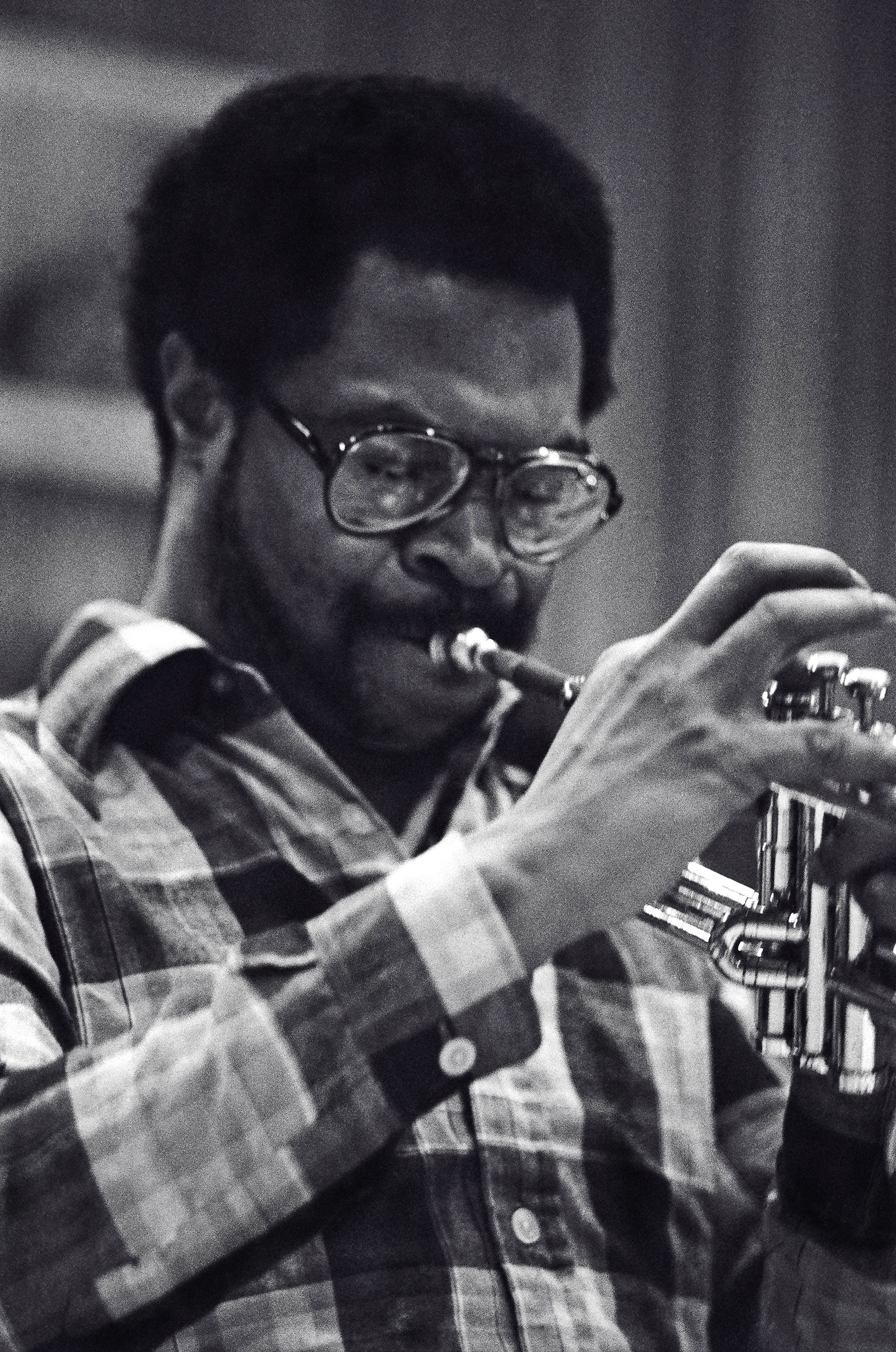

وودی هرمان شاو II (به انگلیسی: Woody Herman Shaw II) (۲۴ دسامبر ۱۹۴۴، لورینبرگ، کالیفرنیای شمالی - ۱۰ مه ۱۹۸۹) آهنگساز و نوازنده ترومپت جاز آمریکایی بود.
وی در ۱۱ سالگی نواختن ترومپت را آغاز کرد. سپس به دبیرستان هنر در نیوآرک رفت و در آنجا نواختن ترومپت و تئوری موسیقی را آموخت.

## آلبوم‌های برگزیده
- BEMSHA SWING - ۱۹۹۶
- BLACKSTONE LEGACY - ۱۹۷۰
- DARK JOURNEY - ۱۹۹۷
- DOUBLE TAKE - ۱۹۸۵
- GIVIN' AWAY THE STORE - ۲۰۰۰
- IMAGINATION - ۱۹۸۷
- IN MY OWN SWEET WAY - ۱۹۸۷
- IRON MEN (۱۹۷۷
- LAST OF THE LINE (2 Reissues: CASSANDRANITE, ۱۹۶۵ & LOVE DANCE, ۱۹۷۵)
- LITTLE RED'S FANTASY - ۱۹۷۶
- WOODY SHAW LIVE, VOLUME ۱-۳ - ۱۹۷۷
- WOODY SHAW LIVE, VOLUME ۴–۱۹۸۱
- LOTUS FLOWER - ۱۹۸۲
- THE MOONTRANE - ۱۹۷۴
- ROSEWOOD - ۱۹۷۷
- SETTING STANDARDS - ۱۹۸۳
- SOLID - ۱۹۸۷
- SONG OF SONGS - ۱۹۷۳
- STEPPING STONES: Live at The Village Vanguard - ۱۹۷۸
- THE TIME IS RIGHT - ۱۹۸۳